# Phyllanthus pulchroides
Phyllanthus pulchroides är en emblikaväxtart som beskrevs av Lucien Beille. Phyllanthus pulchroides ingår i släktet Phyllanthus och familjen emblikaväxter. Inga underarter finns listade i Catalogue of Life.